# Culbutant lillois
Le culbutant lillois est une race de pigeon domestique originaire de la région lilloise. Il est classé dans la catégorie des pigeons de vol.

## Histoire
Cette race a été sélectionnée à partir de pigeons de vol dans la région lilloise.

## Description
Le culbutant lillois est un petit pigeon (pas plus de 275 grammes) au dos incliné, bas sur pattes à la tête cubique et à l'allure vive. Son bec de taille moyenne est bien droit. Il présente une poitrine pleine et arrondie. Ses pattes sont emplumées (5 à 7 cm).
Son plumage est fort varié. Il possède ou non une barbe blanche, les tigrés montrent une gorge colorée. Le culbutant lillois peut être unicolore (noir, jaune, dun, rouge), ou barré et écaillé (bleu, argenté, rouge cendré, jaune cendré), ou bien encore tigré (noir, jaune, dun, rouge, bleu, argenté, savoyard c'est-à-dire bronze), et enfin à vols et à queue de couleur blanche (noir, dun, rouge, jaune, bleu écaillé, bleu barré, argenté écaillé, argenté barré, rouge cendré écaillé, rouge cendré barré, jaune cendré écaillé, jaune cendré barré).

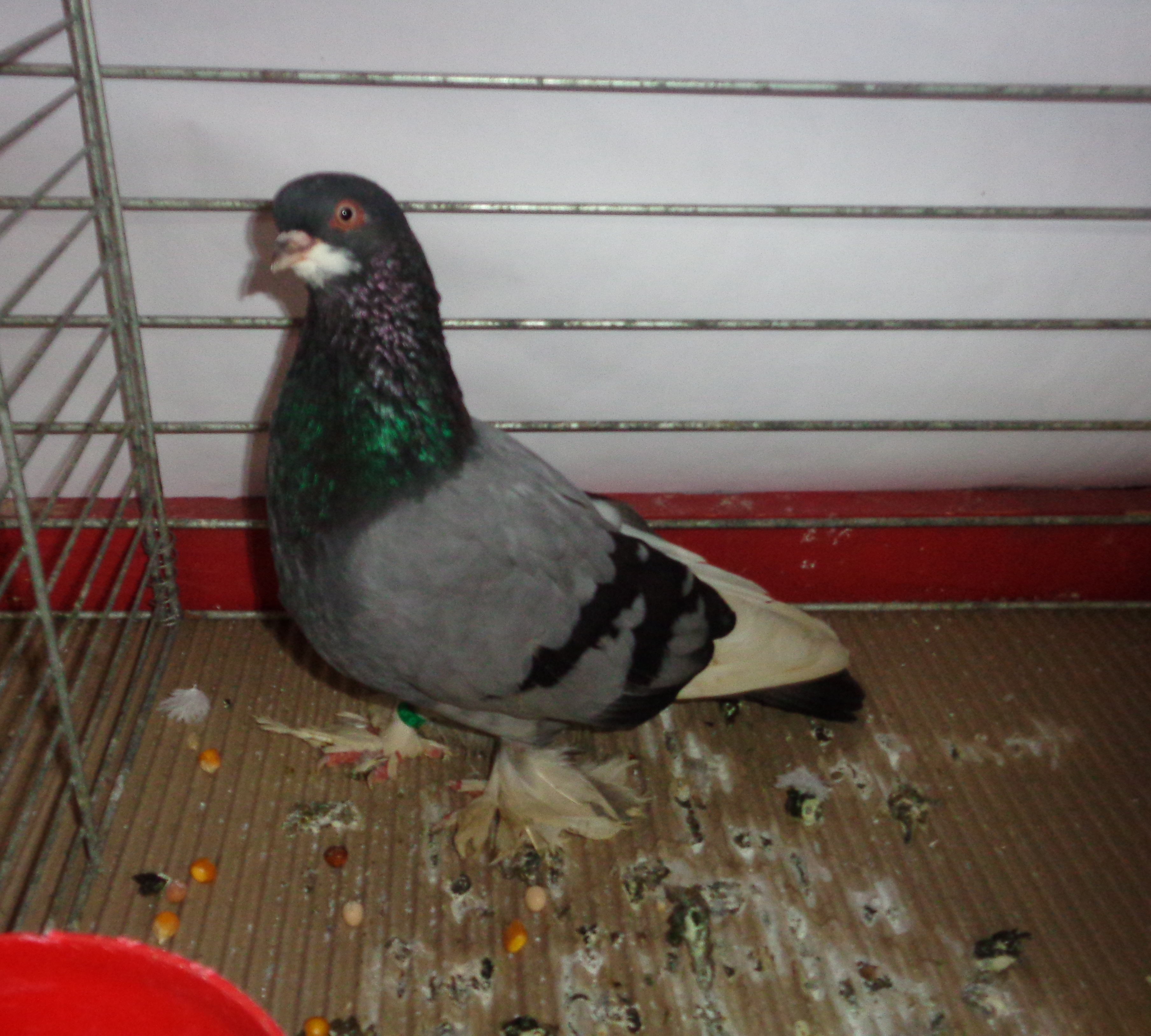
Culbutant Lillois bleu barré à barbe blanche